# On s'appelle

On s'appelle est une série télévisée française réalisée par Bruno Ducourant, Francis Coté et Fabrice Michelin, diffusée principalement sur Fille TV (aujourd'hui June) en 2005 et 2006.
Les épisodes durent environ 5 minutes et parlent d'adolescentes dans la vie de tous les jours.

## Distribution
- Alexandra Naoum
- Martin Siméon
- Olivia Charpentier